# Carios solomonis
Carios solomonis är en fästingart som beskrevs av Lionel Jack Dumbleton 1959. Carios solomonis ingår i släktet Carios och familjen mjuka fästingar. Inga underarter finns listade.